# Cratere Toklas
Toklas  è un cratere sulla superficie di Venere. Deve il proprio nome ad Alice Toklas, scrittrice ebrea statunitense.